# Spengler Cup 2017
Der Spengler Cup 2017 (französisch Coupe Spengler 2017) war die 91. Auflage des gleichnamigen Wettbewerbs und fand vom 26. bis 31. Dezember 2017 im Schweizer Luftkurort Davos statt. Als Spielstätte fungierte die dortige Vaillant Arena. Insgesamt besuchten 68'681 Zuschauer die elf Turnierspiele, was einem Schnitt von 6'243 pro Partie entspricht.
Es siegte erneut das Team Canada, das durch einen 3:0-Sieg im Finalspiel über die Schweizer Eishockeynationalmannschaft das Turnier gewann. Für die Kanadier war es der dritte Sieg am Spengler Cup in Folge und der insgesamt 15. Titelgewinn seit 1984. Damit zogen sie mit dem bisherigen Rekordsieger HC Davos gleich.
Der Kanadier Maxim Noreau war mit sieben Scorerpunkten, darunter zwei Tore, erfolgreichster Akteur des Turniers.

## Modus
Die sechs teilnehmenden Teams spielten zunächst in zwei Vorrundengruppen – benannt nach den Davoser Eishockeylegenden Richard Torriani sowie den Cattini-Brüdern Ferdinand und Hans – à drei Teams in einer Einfachrunde im Modus «jeder gegen jeden», so dass jede Mannschaft zunächst zwei Spiele bestritt, die Platzierungen nach Punkten aus. Die beiden Gruppensieger qualifizierten sich direkt für den Halbfinal, während die Zweit- und Drittplatzierten in einem K.-o.-Duell über Kreuz die beiden weiteren Halbfinalteilnehmer ausspielten. Die beiden Halbfinalsieger ermittelten am Schlusstag schliesslich den Turniersieger.

## Turnierverlauf

### Vorrunde
Gruppe Torriani
| 26. Dezember 2017 15:10 Uhr | Schweiz E. Blum (1:30) R. Diaz (3:39) D. Brunner (12:36) D. Schlumpf (30:18) L. Fazzini (49:17) L. Martschini (57:18) | 6:1 (3:0, 1:1, 2:0) Spielbericht | Dinamo Riga M. Indrašis (29:46) | Vaillant Arena, Davos Zuschauer: 6'300 |

| 27. Dezember 2017 15:10 Uhr | HPK Hämeenlinna T. Turunen (7:57) J. Lehtivuori (41:31) T. Vincour (57:08) | 3:4 n. V. (1:1, 0:1, 2:1, 0:1) Spielbericht | Dinamo Riga G. Skvorcovs (5:20) D. Kristo (36:03) D. Kristo (46:52) M. Indrašis (61:05) | Vaillant Arena, Davos Zuschauer: 6'028 |

| 28. Dezember 2017 15:10 Uhr | Schweiz T. Scherwey (13:51) R. Schäppi (22:40) N. Rod (50:31) J. Vermin (53:45) | 4:0 (1:0, 1:0, 2:0) Spielbericht | HPK Hämeenlinna | Vaillant Arena, Davos Zuschauer: 6'300 |

| Pl. |                 | Sp | S | OTS | OTN | N | Tore | Punkte |
| --- | --------------- | -- | - | --- | --- | - | ---- | ------ |
| 1.  | Schweiz         | 2  | 2 | 0   | 0   | 0 | 10:1 | 6      |
| 2.  | Dinamo Riga     | 2  | 0 | 1   | 0   | 1 | 05:9 | 2      |
| 3.  | HPK Hämeenlinna | 2  | 0 | 0   | 1   | 1 | 03:8 | 1      |

Gruppe Cattini
| 26. Dezember 2017 20:15 Uhr | Mountfield Hradec Králové L. Vopelka (12:28) O. Cibuļskis (27:41) A. Džeriņš (58:12) | 3:5 (1:2, 1:1, 1:2) Spielbericht | Team Canada V. Bartley (14:23) C. Hamilton (19:22) M. Raymond (29:34) D. McIntyre (53:42) P.-A. Parenteau (59:26) | Vaillant Arena, Davos Zuschauer: 6'300 |

| 27. Dezember 2017 20:15 Uhr | HC Davos J. Morin (0:37) T. Sallinen (23:35) G. Sciaroni (25:05) B. Buck (33:36) J. Morin (42:34) | 5:1 (1:0, 3:0, 1:1) Spielbericht | Mountfield Hradec Králové J. Šimánek (44:36) | Vaillant Arena, Davos Zuschauer: 6'300 |

| 28. Dezember 2017 20:15 Uhr | Team Canada A. Ebbett (28:36) A. Ebbett (30:23) Z. Boychuk (38:34) P.-A. Parenteau (55:21) | 4:1 (0:1, 3:0, 1:0) Spielbericht | HC Davos S. Lofquist (13:33) | Vaillant Arena, Davos Zuschauer: 6'300 |

| Pl. |                           | Sp | S | OTS | OTN | N | Tore | Punkte |
| --- | ------------------------- | -- | - | --- | --- | - | ---- | ------ |
| 1.  | Team Canada               | 2  | 2 | 0   | 0   | 0 | 9:04 | 6      |
| 2.  | HC Davos                  | 2  | 1 | 0   | 0   | 1 | 6:05 | 3      |
| 3.  | Mountfield Hradec Králové | 2  | 0 | 0   | 0   | 2 | 4:10 | 0      |

### Finalrunde
|  | Halbfinalqualifikation | Halbfinalqualifikation    | Halbfinalqualifikation |  |  | Halbfinal | Halbfinal                 | Halbfinal |  |    | Final       | Final   | Final |
|  |                        |                           |                        |  |  |           |                           |           |  |    |             |         |       |
|  |                        |                           |                        |  |  | C1        | Team Canada               | 5         |  |    |             |         |       |
|  | T2                     | Dinamo Riga               | 1                      |  |  | C3        | Mountfield Hradec Králové | 2         |  |    |             |         |       |
|  | C3                     | Mountfield Hradec Králové | 4                      |  |  |           |                           |           |  | C1 | Team Canada | 3       |       |
|  |                        |                           |                        |  |  |           |                           |           |  |    | T1          | Schweiz | 0     |
|  |                        |                           |                        |  |  | T1        | Schweiz                   | 8         |  |    |             |         |       |
|  | C2                     | HC Davos                  | 4                      |  |  | C2        | HC Davos                  | 3         |  |    |             |         |       |
|  | T3                     | HPK Hämeenlinna           | 2                      |  |  |           |                           |           |  |    |             |         |       |

Halbfinalqualifikation
| 29. Dezember 2017 15:10 Uhr | Dinamo Riga K. Rēdlihs (19:36) | 1:4 (1:1, 0:1, 0:2) Spielbericht | Mountfield Hradec Králové J. Bednář (5:39) R. Smoleňák (34:55) P. Koukal (51:48) B. Kohler (58:31) | Vaillant Arena, Davos Zuschauer: 5'953 |

| 29. Dezember 2017 20:15 Uhr | HC Davos E. Corvi (12:03) R. Kousal (23:43) M. Wieser (26:22) J. Morin (43:07) | 4:2 (1:2, 2:0, 1:0) Spielbericht | HPK Hämeenlinna O. Palve (1:12) O. Palve (5:54) | Vaillant Arena, Davos Zuschauer: 6'300 |

Halbfinal
| 30. Dezember 2017 15:10 Uhr | Team Canada D. McIntyre (4:01) J. McClement (15:09) C. Goloubef (23:16) Z. Boychuk (55:39) M. Noreau (59:41) | 5:2 (2:1, 1:1, 2:0) Spielbericht | Mountfield Hradec Králové L. Cingeľ (15:23) M. Dragoun (34:47) | Vaillant Arena, Davos Zuschauer: 6'300 |

| 30. Dezember 2017 20:15 Uhr | Schweiz D. Hollenstein (8:05) V. Praplan (11:08) M. Fora (36:08) D. Schlumpf (36:37) E. Blum (40:48) R. Schäppi (43:27) T. Richard (43:46) G. Hofmann (48:55) | 8:3 (2:2, 2:1, 4:0) Spielbericht | HC Davos R. Kousal (8:40) B. Buck (12:03) M. Nygren (35:20) | Vaillant Arena, Davos Zuschauer: 6'300 |

Final
| 31. Dezember 2017 12:10 Uhr | Team Canada Z. Boychuk (27:34) M. Noreau (31:31) D. McIntyre (52:19) | 3:0 (0:0, 2:0, 1:0) Spielbericht | Schweiz | Vaillant Arena, Davos Zuschauer: 6'300 |

## Siegermannschaft
| Spengler-Cup-Sieger Team Canada | Torhüter: Barry Brust, Kevin Poulin, Olivier Roy Verteidiger: Victor Bartley, Jérémy Davies, Cody Goloubef, Brandon Hickey, Maxim Noreau, Will Petschenig, Jeff Schultz Stürmer: Zach Boychuk, Matt D’Agostini, Andrew Ebbett, Jake Evans, Curtis Hamilton, Chris Kelly, Maxim Lapierre, Jay McClement, David McIntyre, Pierre-Alexandre Parenteau, Mason Raymond, Dylan Sikura, Christian Thomas Cheftrainer: Willie Desjardins |

## All-Star-Team
| Angriff:      | Tomi Sallinen – Andrew Ebbett – MHK Jaroslav Bednář |
| Verteidigung: | Magnus Nygren – Eric Blum                           |
| Tor:          | Kevin Poulin                                        |